# Dipool-dipoolinteractie
Dipool-dipoolinteracties of keesomkrachten (genoemd naar de Nederlandse natuurkundige Willem Keesom) zijn sterke intermoleculaire krachten (krachten tussen moleculen) die ontstaan uit de aantrekking tussen moleculen met een permanent dipoolmoment (zogenaamde polaire verbindingen). Naast de geïnduceerde dipool-dipoolinteracties en de londonkrachten, behoren de dipool-dipoolinteracties tot de vanderwaalskrachten.

## Beschrijving
Een dipool bestaat uit twee tegengestelde ladingen Q, gescheiden door een afstand l. Het dipoolmoment µ van de dipool wordt gegeven door het product
{\displaystyle \mu =Ql}
Tal van moleculen bezitten een permanent dipoolmoment: dit impliceert dat zij als geheel elektrisch neutraal zijn, maar dat de centra van positieve en negatieve ladingen niet samenvallen. Voorbeelden zijn waterstofbromide, chloroform en water. Ten gevolge van deze elektronendistortie treedt een aantrekking op tussen de partieel negatieve en partieel positieve kant van de moleculen, zoals in waterstofchloride (HCl):

## Sterkte
De interactie-energie tussen twee moleculen A en B, die beschouwd worden als starre dipolen, wordt berekend aan de hand van de formule:
{\displaystyle V_{\mathrm {d-d} }=-{\frac {2\mu _{\text{A}}\mu _{\text{B}}}{4\pi \epsilon _{0}}}{\frac {1}{r^{3}}}}
Daarin is:
- {\displaystyle \mu _{\text{A}}}, {\displaystyle \mu _{\text{B}}} de dipoolmomenten van de betrokken moleculen
- {\displaystyle r} de afstand russen de twee moleculen
- {\displaystyle \epsilon _{0}} de elektrische veldconstante

Een typische waarde voor de dipool-dipoolinteractie-energie is 4 kJ/mol.
Strikt genomen dient de term keesomkracht te worden aangewend voor dipolen die een rotationele vrijheid bezitten (zoals in gassen en vloeistoffen). Het gevolg is dat de potentiële energie vermindert. Dit kan worden aangetoond door de Boltzmann-verdeling toe te passen. In plaats van een verloop met r−3  voor starre dipolen verkrijgt men een verloop met r−6 :
{\displaystyle V_{\mathrm {d-d} }^{\mathrm {rot} }={\frac {2\mu _{\text{A}}^{2}\mu _{\text{B}}^{2}}{3(4\pi \epsilon _{0})^{2}k_{\text{B}}T}}{\frac {1}{r^{6}}}}
Hierbij stelt kB de boltzmannconstante voor en T de absolute temperatuur in kelvin. De interactie-energie tussen roterende dipolen bedraagt typisch 1 kJ/mol.